# طواف أين 2015
طواف أين 2015 (بالفرنسية: Tour de l'Ain 2015 )‏ هو سباق دراجات هوائية، وهو الموسم رقم 27 من السباق، وأقيم خلال الفترة 11 أغسطس 2015، وحتى 15 أغسطس 2015، وامتدّ لمسافة 611.1 كيلومتر، وهو أحد سباقات طواف أوروبا للدراجات 2015، وقد شارك في السباق 96 متسابقاً ووصل إلى نهايته 76 متسابقاً.
فاز فيه بالمركز الأول ألكسندر غينز، وبالمركز الثاني فلوريان فاشون، وبالمركز الثالث بيير لاتور، والفريق الفائز في ترتيب الفرق أيه إل أم 2015.

## الفرق
| فرق عالمية (3)- AG2R La Mondiale - FDJ - Lotto NL-Jumbo فرق قارية محترفة (4)- Bora-Argon 18 - Bretagne-Séché Environnement - Cofidis, Solutions Crédits - Europcar فرق قارية (7)- أرمي دي تير 2015 ‏ - إتش بي بي تي بي – أوبير 93 ‏ - Movistar Ecuador ‏ - ديلكو ‏ - Rabobank Development Team ‏ - Van Rysel–Roubaix ‏ - فينو أستانا موتورز ‏ فرق وطنية (2)- منتخب الولايات المتحدة لسباق الدراجات على الطريق للرجال تحت 23 سنة 2015 ‏ - فريق فرنسا لركوب الدراجات للرجال تحت 23 سنة 2015 ‏ |  |
| |  |

## المراحل
| المرحلة   | التاريخ  | الدورة                               | type                  | المسافة (كم) | الفائز بالمرحلة | القائد العام |
| --------- | -------- | ------------------------------------ | --------------------- | ------------ | --------------- | ------------ |
| المقدمة   | 11 أغسطس | بورغ أون بريس – بورغ أون بريس        | مرحلة سباق الزمن فردي | 3٫8          | مايك تيونسين    | مايك تيونسين |
| المرحلة 1 | 12 أغسطس | La Plaine Tonique ‏ – سان-فولباس، أين | مرحلة مستوية          | 162          | ناصر بوهاني     | ناصر بوهاني  |
| المرحلة 2 | 13 أغسطس | فيلين، أين – بون-دو-فو، أين          | مرحلة مستوية          | 159٫7        | ناصر بوهاني     | ناصر بوهاني  |
| المرحلة 3 | 14 أغسطس | لانيو، أين – بيلينيات، أين           | مرحلة متوسطة          | 145٫1        | ألكسندر غينز    | ألكسندر غينز |
| المرحلة 4 | 15 أغسطس | نانتوا، أين – ليليكس، أين            | مرحلة متوسطة          | 140٫5        | بيير لاتور      | ألكسندر غينز |

## الفائزون
| الترتيب    | الفائز        |
| ---------- | ------------- |
| الفائز     | ألكسندر غينز  |
| الثاني     | فلوريان فاشون |
| الثالث     | بيير لاتور    |
| حسب النقاط | ناصر بوهاني   |
| تسلق الجبل | برايس فيلو    |
| أفضل شاب   | بيير لاتور    |
| الفريق     | أيه إل أم     |

## وصلات خارجية
- الموقع الرسمي
- طواف أين 2015 على موقع إحصائيات الدراجات الإحترافية (الإنجليزية)